# Опричник (клипер, 1856)
«Опричник» — русский шестипушечный парусно-винтовой клипер, спущенный на воду в 1856 году, относится к первой серии клиперов типа «Разбойник». Проходил службу в Кронштадте, затем на Дальнем Востоке. При возвращении оттуда в Кронштадт в декабре 1861 года погиб (пропал без вести).

## Постройка
Клипер «Опричник» заложен в Архангельске 5 января 1856 года в числе однотипных паровых клиперов — «Разбойник», «Стрелок», «Пластун», «Наездник» и «Джигит». Корабли предназначались для крейсирования на коммуникациях противника в ходе Крымской войны (идея и инициатива И. А. Шестакова поддержанная его непосредственным начальником — великим князем Константином Николаевичем, непосредственное руководство при исполнении проекта — А. А. Попова). Строительством «Опричника» занимался поручик В. П. Василевский. 
23 мая 1856 года паровая машина прибыла с Колпинского завода в Архангельск через Вологду, после чего в срочном порядке была установлена на клипер «Опричник». Команда комплектовалась из моряков-черноморцев, участников обороны Севастополя. По завершении сборки машины «Опричник» был благополучно спущен на воду 14 июля, после чего были установлены два паровых котла. На испытаниях под давлением они выдержали 120 фунтов на дюйм² (0,84 МПа) или 8,4 атмосферы. К 15 августа судовые работы были закончены, и в этот же день состоялась первая проба машины. С 25 августа по 2 сентября «Опричник» и «Наездник» вышли в море на испытание под парами к Соловецким островам и обратно. 12 (14) сентября, после доработок и устранения выявленных недостатков, «Опричник» под командованием капитан-лейтенанта Ф. В. Сарычева с брейд-вымпелом командующего отрядом и «Наездник» под командованием барона Г. Г. Майделя вместе вышли в Кронштадт, но, потеряв друг друга из-за тумана, продолжили переход самостоятельно.
27 октября сильные шторма в районе Лофотенских островов заставили «Опричник» войти в пролив Зунд и 11 ноября встать на рейд Эльсинора. Зимовка прошла в военной гавани Копенгагена. В зиму 1856—1857 годов при непосредственном участии капитана 1-го ранга А. А. Попова парусность клиперов, в том числе «Опричника», была изменена по образу баркентины. В Кронштадт клипер пришёл с открытием навигации 1857 года.

## Служба
С 1858 года командование кораблём принял на себя капитан-лейтенант М. Я. Федоровский.
После вступления в кампанию и окончания подготовки, 24 июня 1858 года «Опричник», «Рында» и «Гридень» в составе второго Амурского отряда под командованием капитана 1-го ранга А. А. Попова ушли из Кронштадта на Дальний Восток с дипломатическими, исследовательскими и патрульными целями.
Первая часть маршрута пролегала через Атлантику к Южной Америке. За время перехода выявилась склонность клипера приводиться к ветру, так как центр парусности находился позади центра бокового сопротивления корпуса. Этот недостаток был исправлен во время стоянки в Рио-де-Жанейро, путём изменения парусности по типу барка. Далее был пройден Индийский океан и взят курс на Сингапур, откуда А. А. Попов отправил в Морское министерство рапорт с новым чертежом парусности и укладкой ростров. Завершающая часть маршрута была из Сингапура в Манилу и через Кантон и Нагасаки в Николаевск (ныне Николаевск-на-Амуре). Как отмечал А. А. Попов, за время перехода после изменения парусности «Опричник» показал высокие мореходные и ходовые качества и мог обгонять корветы на всех курсах. В Николаевск «Опричник» прибыл в июне 1859 года. Здесь командование клипером принял лейтенант Н. И. Бакалягин.
В 1859—1860 годах клипер занимался исследованиями Амурского лимана, побережья японских и корейских островов, а также выполнял различные снабженческие и почтовые поручения.
5 марта 1860 года командиром назначен капитан-лейтенант П. А. Селиванов. Клипер выполнял особые поручения в Японии и проводил исследования. Так, были проведены гидрографические работы в заливе Шветер, позже этот залив получил название Опричник.

## Исчезновение клипера
Осенью 1861 года, после поступления приказа самостоятельно вернуться в Кронштадт, «Опричник» прибыл в Шанхай для ремонта. Были отремонтированы такелаж и рангоут, очищен котёл, заменены 106 дымогарных трубок. По плану перехода клипер должен был выйти из Шанхая в Батавию (ныне Джакарта), затем через Индийский океан обогнуть мыс Доброй Надежды и далее через Атлантику в Рио-де-Жанейро и Кронштадт. Из Шанхая клипер вышел 31 октября. Для пополнения запасов «Опричник» по плану зашёл в порт Батавия, откуда П. А. Селиванов рапортовал о полной готовности корабля к переходу. 10 декабря клипер покинул Батавию. Ему предстояло пересечь Индийский океан, но корабль пропал без вести. К тому времени экипаж корабля состоял из 95 человек, собранных с разных кораблей дальневосточной эскадры:
- командир капитан-лейтенант П. А. Селиванов
- лейтенант Николай Купреянов
- лейтенант Ф. К. Де-Ливрон
- лейтенант Константин Суслов
- мичман Алексей Карякин
- корпуса флотских штурманов подпоручик Николай Филиппов (Филипов)
- корпуса инженеров-механиков подпоручик Фёодор Иванов
- доктор Гомолицкий
- 14 унтер-офицеров
- 73 человека нижних чинов

В «Морском сборнике» № 5 за 1863 год опубликована выписка из вахтенного журнала французского корвета Laplace:

«„Опричник“ вышел из Батавии во вторник 10 декабря 1861 года… по выходе из Зондского пролива 12 числа, в 7 1/4 часов утра „Опричник“ был виден под парусами, но вскоре потеряли его из виду. Зондский пролив прошли ночью и взяли курс на SW 45° и первый обсервованный пункт, в полдень был в широте 7°58′S, долготе 101°20’0 от Парижа. Русское судно было вблизи и при легком ветре держало более к северу. С тех пор его более не видали…».
В ходе дальнейшего расследования в бортовом журнале голландского барка «Зваан» были найдены следующие записи:

«— 21 декабря. Широта 19°24' южная, долгота 79°11', ветер ост-зюйд-ост 4-5 баллов, видимость хорошая. Наблюдается трехмачтовое судно, идущее одним курсом с „Звааном“… — 25 декабря. Широта 22°8' южная, долгота 68°23', ветер ост-норд-ост 10-11 баллов, море очень бурное, видимости нет. Полагаю, что центр урагана от судна к весту. Хочу заранее привестись к ветру и лежать правым галсом, чтобы ураган прошел западнее нас… — В полдень 25 декабря мы видели судно (барк), идущее в фордевинд курсом вест-тень-зюйд…». 
Предположительно экипаж «Зваана» видел именно «Опричник», но фактов, подтверждающих это, не выявлено.
Также остаются без ответа несколько вопросов: почему корабль направлялся прямо в центр урагана; почему присутствие урагана было отражено только в вахтенном журнале «Зваана», а в журналах других восьми судов, которые находились примерно в то же время в том же районе, о нём нет упоминания; почему в вахтенном журнале «Зваана» отсутствовало упоминание об урагане 8 января в районе с координатами 15°20' южной широты и 75°40', в котором погибло четыре судна; как корабль преодолел 2250 миль за 13 суток, проходя более 170 миль каждые сутки (от точки, где «Опричник» был замечен в последний раз с «Laplace», до точки, где было замечено неопознанное судно с «Зваана»).
Однако официальное расследование Морского министерства установило, что, по всей вероятности, в ночь с 25 на 26 декабря 1861 года, на полпути между Зондским проливом и мысом Доброй Надежды, корабль погиб, попав в центр урагана. Предположительное место гибели «Опричника» — в широте около 22°S, долготе около 67°25'.
Также существуют несколько альтернативных версий гибели корабля. По одной из них, на корабле произошёл взрыв, по аналогии с собратом «Пластуном», который погиб 18 августа 1860 года в Балтийском море. По другой, «Опричник» мог затонуть из-за увеличившегося крена вследствие смещения груза в момент поворота во время сильной качки. По очередной версии, корабль погиб в момент встречи с ураганом, получив предельный крен под ветер, вследствие чего внутрь корабля пошла вода, и он затонул, либо корабль сделал оверкиль и был разбит волнами. Также существует версия, по которой корабль погиб из-за пьянства командира, который отдавал неадекватные приказы.
7 апреля 1863 года клипер «Опричник» был исключён из списков судов флота, а экипаж — из списков личного состава

## Память

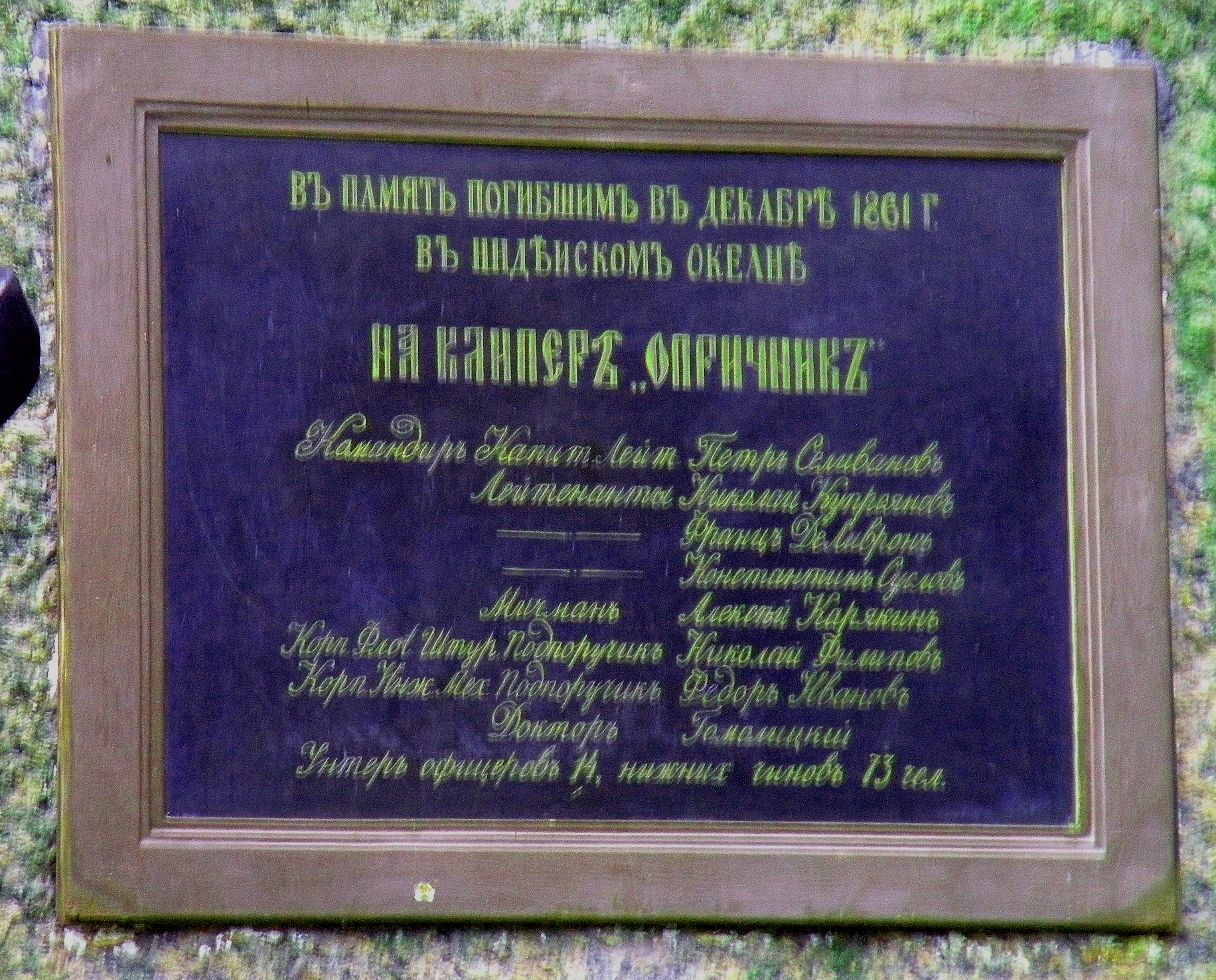
Памятная доска с именами экипажа клипера «Опричник»

- В память об этом событии в юго-восточной части Летнего сада, недалеко от летнего здания кронштадтского Морского собрания, был открыт монумент, который был освящён 31 октября 1873 года. Также в этот день была отслужена панихида по погибшим морякам во всех церквях Кронштадта. Монумент был возведён по инициативе родственников и сослуживцев погибших моряков, которые с 1867 года организовали сбор средств. 10 июля 1872 года по Высочайшему разрешению и одобрению рисунка приступили к возведению монумента. По распоряжению управляющего морским министерством генерала-адъютанта Н. К. Краббе от кронштадтского порта были отпущены цепи, якорь и орудия. Флаг и флагшток были отлиты и установлены кронштадтским пароходным заводом. Иконниковым и Волковым был пожертвован камень, они же выполнили все каменные работы безвозмездно. Бронзовая доска с изображением клипера, находившаяся на южной стороне монумента, была утрачена. Вместо неё была закреплена металлическая доска с выгравированной надписью: «В память погибшим на клипере „Опричник“ в Индийском Океане в Декабре 1861 года»[3].
- В честь клипера назван залив в Приморском крае (Японское море) 44°27’N 136°01’E.
- В честь клипера названа бухта в Хабаровском крае (Японское море, залив Чихачёва) 51°25’16"N 140°49’30"E.
- Имя «Опричник» получил спущенный на воду в 1880 году клипер типа «Крейсер».